# Micha Hulshof
Micha Hulshof, né le 23 octobre 1979 à Zaandam, est un acteur néerlandais.

## Filmographie
- 1995 : The Purse Snatcher de Maria Peters[2]
- 2005 : Het schnitzelparadijs (Schnitzel Paradise (en)) de Martin Koolhoven[3]
- 2006 : Doodeind de Erwin van den Eshof : Tim[4]
- 2008 : Dunya and Desi de Dana Nechushtan : Maik[5]
- 2008 : Bride Flight de Ben Sombogaart : Derk[6]
- 2009 : The Storm de Ben Sombogaart : Piloot Hulshof[7]
- 2009 : La guerre de Stella de Diederik van Rooijen : Dani
- 2009 : Drop Dead! de Arne Toonen : Berry[8]
- 2011 : My Grandpa, the Bankrobber de Ineke Houtman[9]
- 2011 : Sonny Boy de Maria Peters : Marcel[10]
- 2012 : Manslaughter de Pieter Kuijpers : Boris[11]
- 2013 : Bounty de Finbarr Wilbrink : Le manager Karel[12]
- 2014 : Boys de Mischa Kamp : Mischa Kamp[13]
- 2016 : Kappen! de Tessa Schram : Vader Chris[14]
- 2016 : Riphagen de Pieter Kuijpers : Albert Kok[15]
- 2019 : Kapsalon Romy de Mischa Kamp
- 2020 : Paradise Drifters de Mees Peijnenburg : Cor
- 2020 : La Voix d'Aïda (Quo vadis, Aida ?) de Jasmila Žbanić : Commandant De Haan

## Distinctions
- 2005 : Meilleur acteur dans un second rôle au Nederlands Film Festival pour Het schnitzelparadijs
- 2007 : Meilleur acteur dans un film étranger au US Comedy Arts Festival pour Het schnitzelparadijs[16]